# Sypna rubrizona
Sypna rubrizona är en fjärilsart som beskrevs av George Francis Hampson 1926. Sypna rubrizona ingår i släktet Sypna och familjen nattflyn. Inga underarter finns listade i Catalogue of Life.